# Самоубийство Клеопатры
Самоубийство Клеопатры, Смерть Клеопатры — событие древнеримской и египетской истории, популярное в искусстве Нового Времени.
Знаменитая царица Клеопатра VII покончила с собой в 30 году до н. э., видимо, в середине августа, в городе Александрия, после поражения, нанесенного римлянами её войскам (см. Последняя война Римской республики и Битва при Акциуме). Ей было 39 лет. По распространенному мнению, она покончила с собой с помощью укуса змеи, ядовитой египетской кобры. Источниками, рассказывающими об этом событии, являются труды античных историков: Плутарха, Страбона, Диона Кассия.

## Хронология

### Предыстория
После битвы при Акциуме 2 сентября 31 г. до н. э. Марк Антоний возвратился в Египет и не предпринимал ничего для продолжения борьбы с Октавианом. Он растрачивал свои силы в попойках и роскошных празднествах и объявил вместе с Клеопатрой о создании «Союза смертников» (synapothanoumenoi), члены которого клялись умереть вместе. В этот союз пришлось вступить их приближённым. «Несомненно, что эта своего рода секта имела мистический характер, в духе эллинистического синкретизма она могла выполнять функцию превращения, словно подготавливая Антония и Клеопатру к переходу в загробный мир, в лоно физической, а не политической смерти», что было особенно важно, так как во времена своего совместного правления Антоний и Клеопатра презентовали себя как «Афродита и Дионис», божественную пару властителей. Плутарх пишет, что Антоний проиграл, когда Дионис оставил его.
Кроме того, готовясь к смерти, Клеопатра испытывала яды, пытаясь выяснить, какой яд приносит более быструю и безболезненную смерть. Плутарх пишет об этом подробно: «Тем временем Клеопатра собирала всевозможные смертоносные зелья и, желая узнать, насколько безболезненно каждое из них, испытывала на преступниках, содержавшихся под стражей в ожидании казни. Убедившись, что сильные яды приносят смерть в муках, а более слабые не обладают желательной быстротой действия, она принялась за опыты над животными, которых стравливали или же напускали одно на другое в её присутствии. Этим она тоже занималась изо дня в день и, наконец, пришла к выводу, что, пожалуй, лишь укус аспида вызывает схожее с дремотой забытьё и оцепенение, без стонов и судорог: на лице выступает лёгкий пот, чувства притупляются, и человек мало-помалу слабеет, с недовольством отклоняя всякую попытку расшевелить его и поднять, словно бы спящий глубоким сном».
Весной 30 года до н. э. Октавиан двинулся на Египет. К концу июля войска Октавиана появились под самой Александрией. Последние части, оставшиеся у Антония, одна за другой переходили на сторону победителя. Плутарх пишет, что проигравшая Клеопатра уже начала готовиться к своей смерти. Как только Октавиан взял Пелузий, царица «приказала перенести всё наиболее ценное из царской сокровищницы — золото, серебро, смарагды, жемчуг, чёрное дерево, слоновую кость, корицу — к себе в усыпальницу, это было высокое и великолепное здание, которое она уже давно воздвигла близ храма Исиды. Там же навалили груду пакли и смолистой лучины…».

### Смерть Антония (1 августа)
1 августа стало очевидно поражение, и Клеопатра с доверенными служанками Ирадой и Хармион заперлась в здании собственной гробницы. Антонию передали ложное известие о её самоубийстве и он бросился на свой меч. Вскоре его, умирающего, женщины принесли в гробницу, и 53-летний римлянин умер в тот же день на руках у рыдавшей над ним Клеопатры. По другим сведениям, его принесли в здание мавзолея уже мертвым.
Сама же царица, зажав в руке кинжал, демонстрировала готовность к смерти, однако вступила в переговоры с посланцем Октавиана, позволила ему проникнуть в здание гробницы и обезоружить себя. Видимо, Клеопатра ещё сохраняла слабую надежду соблазнить Октавиана или хотя бы договориться с ним и удержать царство. Октавиан проявил меньше податливости к соблазнению, чем ранее — Юлий Цезарь и Антоний.
В этот день Клеопатра угрожала римлянам, что умрет в огне в своем мавзолее, набитом бесчисленными сокровищами. Однако слуги Октавиана забрались в мавзолей, схватили Клеопатру, вырвали из её рук кинжал. Она была переведена обратно в царский дворец, её держали под стражей с почестями, но отобрали все опасные для жизни предметы. Так завершился день 1 августа.

### Под охраной
Октавиан дозволил Клеопатре набальзамировать и похоронить возлюбленного; её собственная участь оставалась пока неясной. Она сказалась больной и давала понять, что уморит себя голодом — но угрозы Октавиана расправиться с детьми, которые так же оказались в его руках, заставили её принять лечение. «Немногими днями позже Цезарь (Октавиан) и сам навестил Клеопатру, чтобы сколько-нибудь её утешить. Она лежала на постели, подавленная и удручённая, и когда Цезарь появился в дверях, вскочила в одном хитоне и бросилась ему в ноги. Её давно не прибранные волосы висели клочьями, лицо одичало, голос дрожал, глаза потухли». Октавиан напутствовал Клеопатру ободряющими словами и удалился.

«Царица бросилась в ноги Цезарю, пытаясь прельстить взор полководца. Напрасно! Целомудрие для принцепса было выше красоты» (Луций Анней Флор).

Очевидно, встретившись, наконец с Октавианом лицом к лицу, Клеопатра пришла к выводу, что не сможет повторить с ним то же, что ей удалось проделать с Юлием Цезарем и Марком Антонием.

### Смерть Клеопатры (10 или 12 августа)
Точный день, когда царица совершила самоубийство, древними авторами не указывается; современные исследователи на основе сопоставления различных данных предполагают, что это случилось 10 или 12 августа. Последние дни Клеопатры подробно описаны Плутархом по имевшимся у него воспоминаниям Олимпа, её врача. Другая полная подробностей версия оставлена Дионом Кассием, обе истории несколько различаются в деталях.
Корнелий Долабелла, влюбленный в Клеопатру юный римский офицер, сообщил ей, что через три дня её посадят на корабль и отправят в Рим для триумфа Октавиана. Клеопатра велела передать полководцу письмо и заперлась вместе со своими преданными служанками. Октавиан получил письмо, в котором нашёл жалобы и просьбу похоронить её вместе с Антонием, и немедленно послал людей. Посланные нашли Клеопатру мёртвой, в царском уборе, на золотом ложе.

…Когда посланные подбежали ко дворцу и, застав караульных в полном неведении, взломали двери, Клеопатра в царском уборе лежала на золотом ложе мертвой. Одна из двух женщин, Ирада, умирала у её ног, другая, Хармион, уже шатаясь и уронив голову на грудь, поправляла диадему в волосах своей госпожи. Кто-то в ярости воскликнул: «Прекрасно, Хармион!» — «Да, поистине прекрасно и достойно преемницы стольких царей», — вымолвила женщина и, не проронив больше ни звука, упала подле ложа (Плутарх).

Поскольку перед тем к Клеопатре прошёл крестьянин с горшком смокв, не вызвавший подозрений у стражи, было решено, что в горшке Клеопатре пронесли змею. Утверждали, что на руке Клеопатры были чуть видны два лёгких укуса. Саму змею в комнате не нашли, будто бы она сразу уползла из дворца. По словам Диона Кассия, Октавиан пытался оживить Клеопатру с помощью псиллов, экзотического племени, умевшего высасывать яд безвредно для себя.
Однако версия об укусе змеи, хоть и является распространенной, подвергалась сомнениям. Например, предполагалось, что Клеопатра хранила яд в полой головной шпильке. Эта версия подкрепляется тем фактом, что обе служанки Клеопатры умерли вместе с ней. Сомнительно, чтобы одна змея умертвила сразу трёх человек. Страбон писал, что есть две версии смерти Клеопатры: от укусов змеи и от ядовитой мази для притираний.
- Плутарх: «Говорят, что аспида принесли вместе со смоквами, спрятанным под ягодами и листьями, чтобы он ужалил царицу неожиданно для неё, — так распорядилась она сама. Но, вынувши часть ягод, Клеопатра заметила змею и сказала: „Так вот она где была…“, обнажила руку и подставила под укус. Другие сообщают, что змею держали в закрытом сосуде для воды и Клеопатра долго выманивала и дразнила её золотым веретеном, покуда та не выползла и не впилась ей в руку повыше локтя. Впрочем, истины не знает ни кто — есть даже сообщение, будто она прятала яд в полой головной шпильке, которая постоянно была у неё в волосах. Однако же, ни единого пятна на теле не выступило, и вообще никаких признаков отравления не обнаружили. Впрочем, и змеи в комнате не нашли, но некоторые утверждали, будто видели змеиный след на морском берегу, куда выходили окна. Наконец, по словам нескольких писателей, на руке Клеопатры виднелись два легких, чуть заметных укола. Это, вероятно, убедило и Цезаря, потому что в триумфальном шествии несли изображение Клеопатры с прильнувшим к её руке аспидом. Таковы обстоятельства её кончины»[10].
- Дион Кассий: «Никто не знает достоверно, какой способ смерти она избрала: на руке её были видны только еле заметные уколы. Одни говорят, что она приложила к своему телу того аспида, которого ей принесли либо в сосуде для воды, либо в букете цветов. Другие — что гребень, которым она обычно расчёсывала волосы, был смазан ядом, причём этот яд обладал особым свойством: при прикосновении к телу он не приносил никакого вреда, но если хотя бы капля его попадала в кровь, он немедленно отравлял её и причинял мгновенную и безболезненную смерть. Этот гребень, смазанный ядом, Клеопатра до этого времени обычно носила в волосах, а в этот миг, слегка оцарапав себе руку, впустила яд в кровь. Таким ли или каким-либо подобным способом Клеопатра погибла, и вместе с нею две её прислужницы. А евнух — как только Клеопатра была взята под стражу — добровольно подверг себя укусам ядовитых змей и, ужаленный ими, бросился в гробницу, которую заранее себе приготовил»[8].

Исследователи отмечают, что самоубийство имело для Клеопатры явно ритуальный смысл: «готовясь к самоубийству, Клеопатра оделась в роскошное царское одеяние, взяла в руки знаки царской власти. Эти приготовления подтверждают, что кончина была для Клеопатры особым ритуалом, даже на пороге смерти она хотела оставаться царицей, для чего оделась соответствующе и даже взяла знаки власти. Авторитетный британский историк Эдвин Бивен ещё в первой половине XX века заметил, что конец Клеопатры превратился в мистерию, а царский наряд, в котором она встретила смерть, наверное, был одеянием „новой Исиды“».

### Последствия
Смерть Клеопатры лишила Октавиана блестящей пленницы на его триумфе в Риме. В триумфальном шествии, как свидетельствуют источники, везли лишь её изображение (возможно, изваяние) со змеей.
По представлениям той эпохи, поступок Клеопатры позволил ей сохранить честь и был высоко оценен современниками. Исследователь пишет: «Клеопатра всё же избежала насильственной смерти, сумела достойно — по тогдашним понятиям — уйти из жизни. А с учетом её политического поражения от Октавиана такая кончина была вдвойне успешной: оригинально завершала жизненный путь царицы и в то же время была протестом, определённой идеологической победой над римским завоевателем, демонстрировала стойкость духа. Недаром Гораций потом восхищался мужественной кончиной царицы Египта».

…Так мчался Цезарь вслед за чудовищем,

Чтоб цепь накинуть. Но, хоть и женщина,

Меча она не убоялась,

Чуждых краев не искала с флотом, -—

Нет, умереть желая царицею,

На павший дом взглянула с улыбкою

И злобных змей к груди прижала,

Чтобы всем телом впитать отраву:

Она решилась твердо на смерть идти

Из страха, что царицей развенчанной

Её позорно для триумфа

Гордого вражья умчит либурна.

Приёмный сын Цезаря Октавиан казнил предположительно родного сына Цезаря от Клеопатры Птолемея XV Цезариона в том же году. Дети от Антония шли в цепях на параде триумфатора, затем воспитывались у сестры Октавиана Октавии, жены Антония (оставленной им ради Клеопатры), «в память о муже». Впоследствии дочь Клеопатры Клеопатру Селену II выдали замуж за мавританского царя Юбу II, благодаря чему и появился бюст Клеопатры из Шершелл. Судьба Александра Гелиоса и Птолемея Филадельфа осталась неизвестной. Предполагается, что они рано умерли. Египет стал одной из римских провинций.

### Захоронение
Октавиан разрешил упокоить забальзамированное тело царицы рядом с Марком Антонием в подготовленной ими ранее гробнице, её служанки тоже были удостоены почетного захоронения.
В 2008 году исследователь Захи Хавасс сообщил о том, что ему удалось обнаружить предполагаемое место захоронения царицы Клеопатры и Марка Антония.
По его предположениям, их похоронили вместе на территории храма Осириса в окрестностях Александрии. Под храмом находится тоннель длиной 120 метров. Там же находились статуи царицы и множество монет с её изображением. За две недели до открытия Хавасc обнаружил бюст Марка Антония и предположил, что его захоронение может находиться рядом с захоронением Клеопатры.

## В искусстве
В литературе:
Гораций, получив в Риме известие об этом событии, написал о нём оду (Hor. Od. I. 37).
В изобразительном искусстве:
Изображения Клеопатры, умирающей от укуса змеи (или просто со змеями в руках), появились практически сразу. В триумфальном шествии Октавиана везли её изображение (возможно, изваяние). По описанию Плутарха, оно было «с прильнувшим к её руке аспидом».
Литературные памятники свидетельствуют о том, что писались и картины. Поннан написал посвящение к одной из таких утраченных работ:
Облик нильской царицы представлен искусной рукою

На живописной доске. И кажется: змейке приятно,

К полной припавши груди, укусом вливать в неё гибель.

Словно живые они: содрогается тело от боли,

И на глазах от яда змеи умирает картина.

Тема смерти Клеопатры являлась излюбленной особенно итальянской живописью XVII века. На полотнах обычно изображена Клеопатра, лежащая или сидящая, и держащая змею (аспида) у своей обнаженной груди. Её могут окружать слуги. Может быть изображена корзина с финиками, где, как утверждают, была спрятана змея.
- Гвидо Рени, 1638-1639
- Гвидо Каньяччи, 1658
- Хуан Луна, 1881.
- Реджинальд Артур, 1892